# Protivládní protesty v Togu 2010–2011
Protivládní protesty v Togu v letech 2010 až 2011 byly demonstrace a stávky vedené proti vládě vyvolané výsledky prezidentských voleb konaných v roce 2010. Protesty začaly v březnu 2010. Během demonstrací docházelo k násilí, ke střetům s policií a k brutalitě. Protesty eskalovaly a nabíraly na síle, následovalo další násilí a zásahy bezpečnostních sil a na obou stranách byla hlášena zranění i úmrtí.

## Průběh událostí
Během prezidentských voleb konaných 4. března 2010 porazil úřadující prezident Gnassingbé Eyadéma Jeana-Pierra Fabreho. Fabreho příznivci ignorovali vládní zákaz protestů a 7. března 2010 se střetli s bezpečnostními silami, které jim zatarasily přístup do čtvrti Bé. Příznivci opozice uspořádali další demonstraci 9. března 2010. Ti, kteří se postavili bezpečnostním silám, byli postříkáni slzným plynem. Někteří demonstranti házeli po policii kameny a zapalovali policejní auta.
Dne 12. února 2011 prošlo městem Lomé přibližně patnáct tisíc opozičních demonstrantů, kteří vyzvali prezidenta k rezignaci a požadovali konání svobodných a spravedlivých voleb. Claude Améganvi z Dělnické strany uvedl, že pochod byl i na podporu egyptské revoluce, která byla součástí širších událostí známých jako arabské jaro, ke kterým došlo v severní Africe. Dne 11. března 2011 bezpečností složky použily proti demonstrantům v Lomé slzný plyn a gumové projektily. Demonstranti po policistech házeli kameny a pálili pneumatiky.

## Studentské nepokoje v roce 2011
Dne 8. července 2011 podepsali studenti a zástupci vlády formální dohodu, která studujícím umožňovala pokračovat v klasickém akademickém systému nebo přejít na LMD systém podle svého uvážení. Dohoda také uváděla, že vláda investuje 2,4 miliardy franků CFA do výstavby nových přednáškových sálů a učebních bloků na Univerzitě v Lomé a na Univerzitě v Kaře.